# Stadtbefestigung Kronach

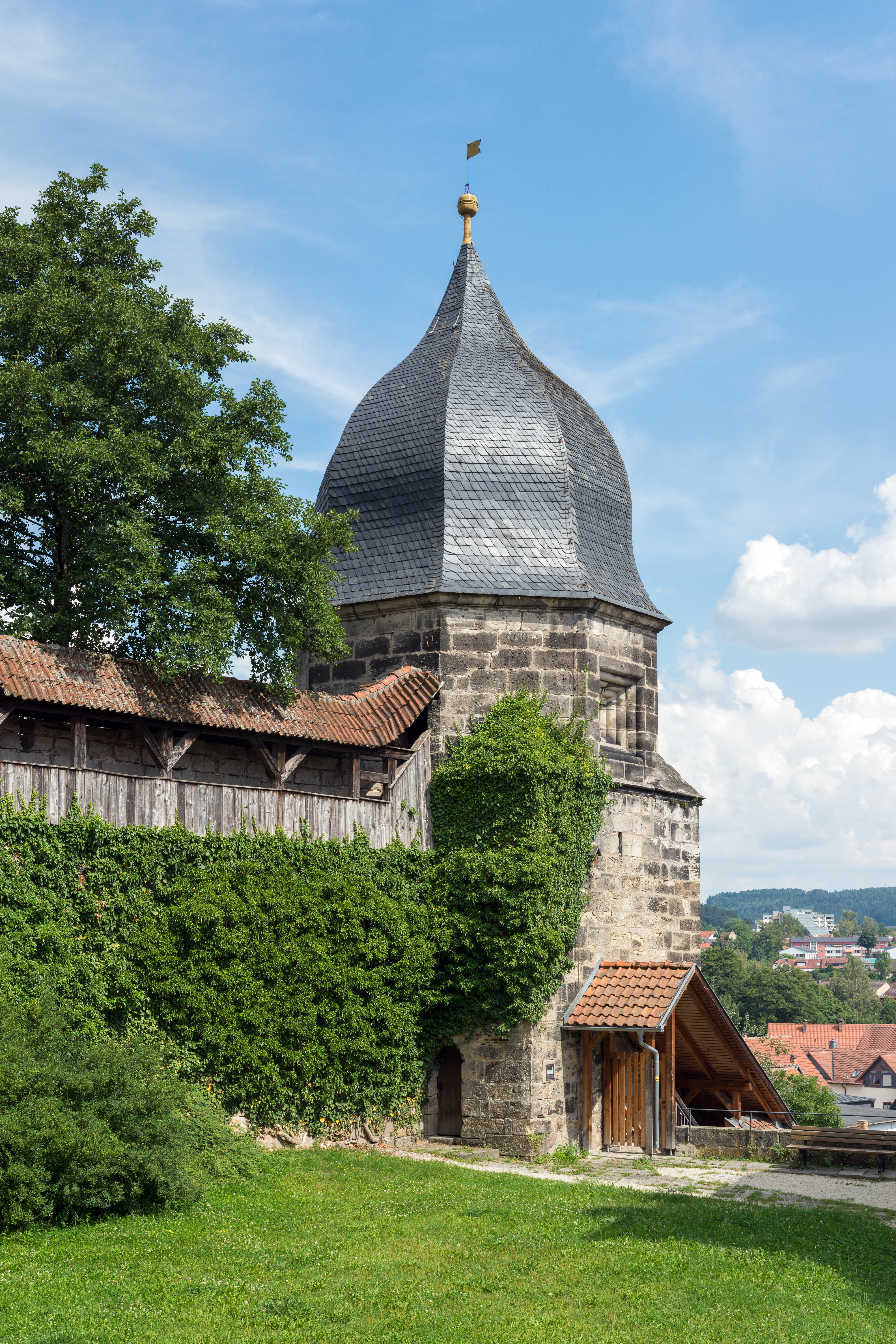
Lehlauben- oder Hexenturm am Marktplatz

Die Stadtbefestigung Kronach bestand aus mehreren ehemaligen Befestigungsanlagen, die hauptsächlich zwischen dem 13. und dem 18. Jahrhundert errichtet wurden. Ein großer Teil dieser Bauwerke ist heute noch erhalten und umgibt die Altstadt der oberfränkischen Stadt Kronach in Bayern.

## Geschichte
Die sogenannte Obere Stadt, die auf einem Bergsporn zwischen den Flüssen Haßlach und Kronach gelegene Kronacher Altstadt, war bereits in den Jahren 1323/24 von einer Stadtmauer und einem Graben umgeben. Als Folge mehrerer kriegerischer Auseinandersetzungen wie der Angriffe der Hussiten im Jahr 1430 oder der wiederholten Belagerungen durch die Schweden und deren deutsche Verbündete während des Dreißigjährigen Krieges wurden die Befestigungsanlagen der Stadt bis ins 18. Jahrhundert immer weiter verstärkt und ausgebaut.
Nahezu die gesamte Stadtmauer und ein Großteil der integrierten Türme sind noch erhalten. Von den ursprünglich drei Stadttoren, die in die Obere Stadt führten, ist nur der äußere Durchgang des zwischen Melchior-Otto-Platz und Schwedenstraße gelegenen Bamberger Tors erhalten geblieben. Das ehemalige Obere Tor in der Festungsstraße, die zur Festung Rosenberg oberhalb der Stadt führt, und das Untere oder Strauer Tor im Strauer Torweg im Osten der Altstadt wurden im Laufe des 19. Jahrhunderts abgebrochen. Auch die insgesamt vier Tore in den drei heute miteinander verschmolzenen ehemaligen Vorstädten existieren nicht mehr; das letzte wurde Anfang der 1860er Jahre niedergelegt.
Hauptauslöser für den teilweisen Abbruch der Tor- und Verteidigungsanlagen im Laufe des 19. Jahrhunderts war der mit der Säkularisation des Hochstifts Bamberg einhergehende Anschluss der Stadt Kronach an das Kurfürstentum Bayern in den Jahren 1802/03: Durch die veränderte politische und verwaltungstechnische Situation wurden die ehemaligen Befestigungsanlagen nicht mehr als notwendig erachtet und als optische Störkörper oder Hindernisse für die städtebauliche Entwicklung abgerissen.

## Stadttore

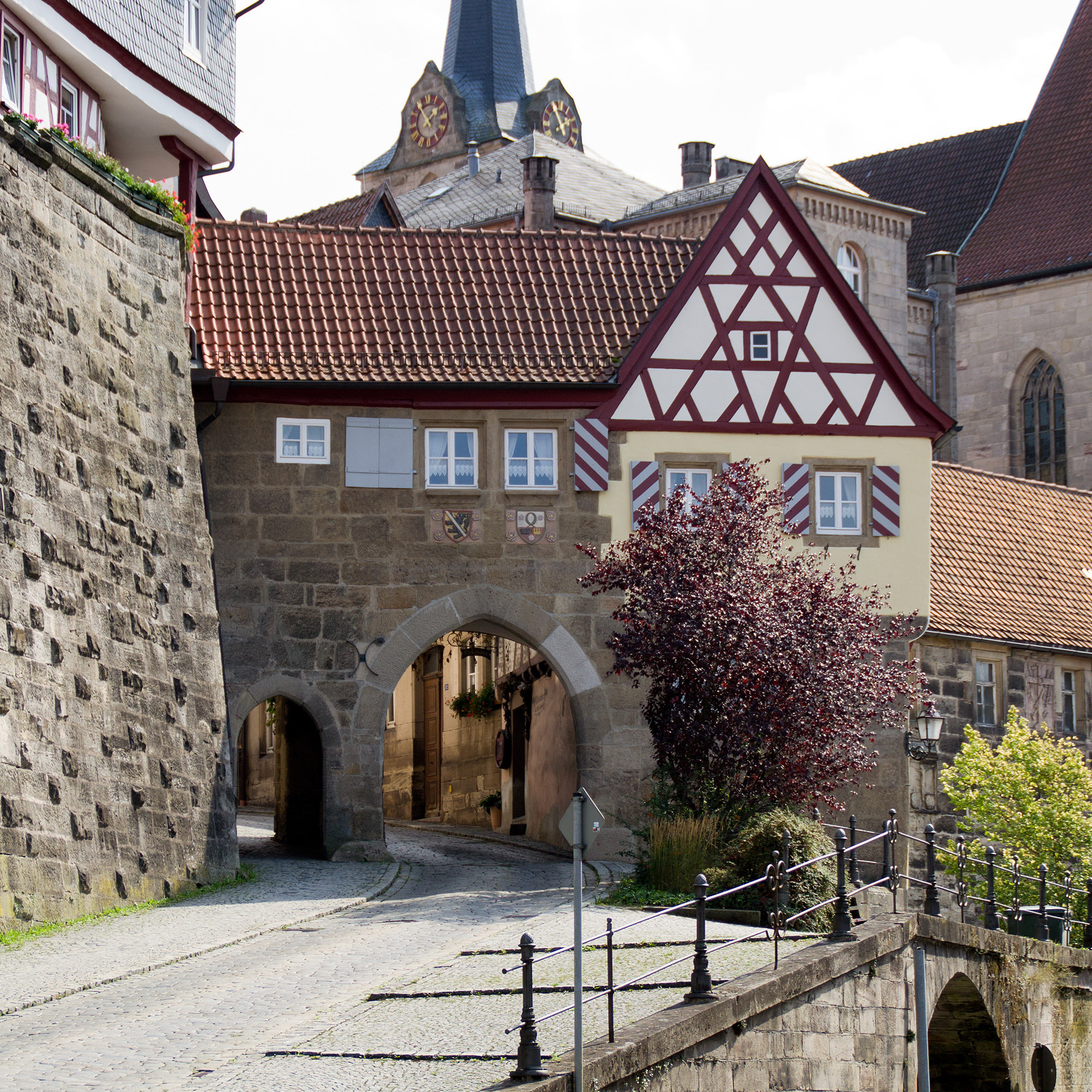
Bamberger Tor

### Bamberger Tor
Das Bamberger Tor ⊙ im Südwesten der Altstadt ist das einzige verbliebene Stadttor in Kronach. Die ursprünglich zweiteilige Toranlage, die zunächst den Namen Haßlacher Tor trug, wurde im 14. oder 15. Jahrhundert aus Sandsteinquadern errichtet und in einer Bürgermeisterrechnung des Jahres 1444 erstmals urkundlich erwähnt. Ein vermutlich zu Beginn des 15. Jahrhunderts nachträglich ergänzter viereckiger Turm mit Zinnenkrone, der im Jahr 1578 erstmals in einer Urkunde Erwähnung fand, wurde bereits 1650 wieder abgebrochen. Bei einer Erneuerung des Tores im Jahr 1654 wurde ein neuer Turm errichtet, der sich jedoch nicht mehr direkt über dem Tor erhob, sondern in Richtung Westen versetzt war. Reste dieses Turmes, der zwischen dem 30. Juni und dem 5. Juli 1817 wieder abgetragen wurde, sind als Unterbau des Gebäudes Melchior-Otto-Platz 13 erhalten.
Von der ehemaligen Toranlage ist nur das zweigeschossige Vortor mit dem hölzernen Torflügel von 1650 erhalten. Die Fußgängerpforte neben dem Fahrtor wurde erst 1927 bei Sanierungsarbeiten an der Stadtmauer im Bereich des Bamberger Tors eingerichtet. Das Obergeschoss der zum Melchior-Otto-Platz weisenden Torinnenseite ist mit Fachwerk versehen; an der zur Schwedenstraße gewandten Außenseite sind die Wappen der Stadt und des Hochstifts Bamberg angebracht.

### Oberes Tor
Das im Jahr 1398 erstmals erwähnte Obere Tor ⊙ befand sich in der Festungsstraße im Norden der Kronacher Altstadt. Der untere Teil der dreiteiligen Toranlage, die auch als Schloss- oder Festungstor bezeichnet wurde, stand auf Höhe der Stadtmauer am Stadtturm, die beiden anderen Tore nördlich davon; der Stadtturm selbst war jedoch nicht Bestandteil des Oberen Tores. Verbunden waren die drei Tore, an die ein Wärterhäuschen angegliedert war, durch eine Längsmauer. Die Toranlage wurde im Jahr 1807 abgebrochen; Spuren des unteren Tores sind noch am dem Stadtturm gegenüberliegenden Gebäude Festungsstraße 2 erkennbar.

### Unteres oder Strauer Tor
Das Untere oder Strauer Tor ⊙ befand sich am unteren Ende des Strauer Torwegs im Osten der Altstadt. Die früher auch als Cronacher Tor bezeichnete dreiteilige Toranlage wurde in der ersten Hälfte des 15. Jahrhunderts erbaut und war mit einem Fallgatter ausgestattet. Am wie beim Bamberger Tor nachträglich ergänzten und 1431 erstmals erwähnten Torturm war das Wappen Friedrichs III. von Aufseß, Fürstbischof des Hochstifts Bamberg, angebracht.
Das Strauer Tor war mehrfach Ziel von Angriffen während verschiedener Belagerungen der Stadt. Im Dreißigjährigen Krieg stürmten im Jahr 1633 Truppen des Wilhelm von Sachsen-Weimar das Bauwerk und drangen bis zum inneren Tor, jedoch nicht in die Stadt selbst vor. Während des Siebenjährigen Krieges griffen im Mai 1759 preußische Truppen unter Generalmajor Karl Gottfried von Knobloch das Tor an, konnten jedoch ebenfalls nicht in die Stadt eindringen.
Nachdem es bereits im Jahr 1827 Bestrebungen zum Abbruch der Toranlage gegeben hatte, wurde das Strauer Tor schließlich im Juni 1864 niedergelegt. Der Wappenstein, der das Amtswappen des Fürstbischofs und den von drei Rosen umgebenen Bamberger Löwen zeigt, ist heute in die Außenwand des Gebäudes Strauer Torweg 14 neben dem ehemaligen Standort des Tores eingebaut.

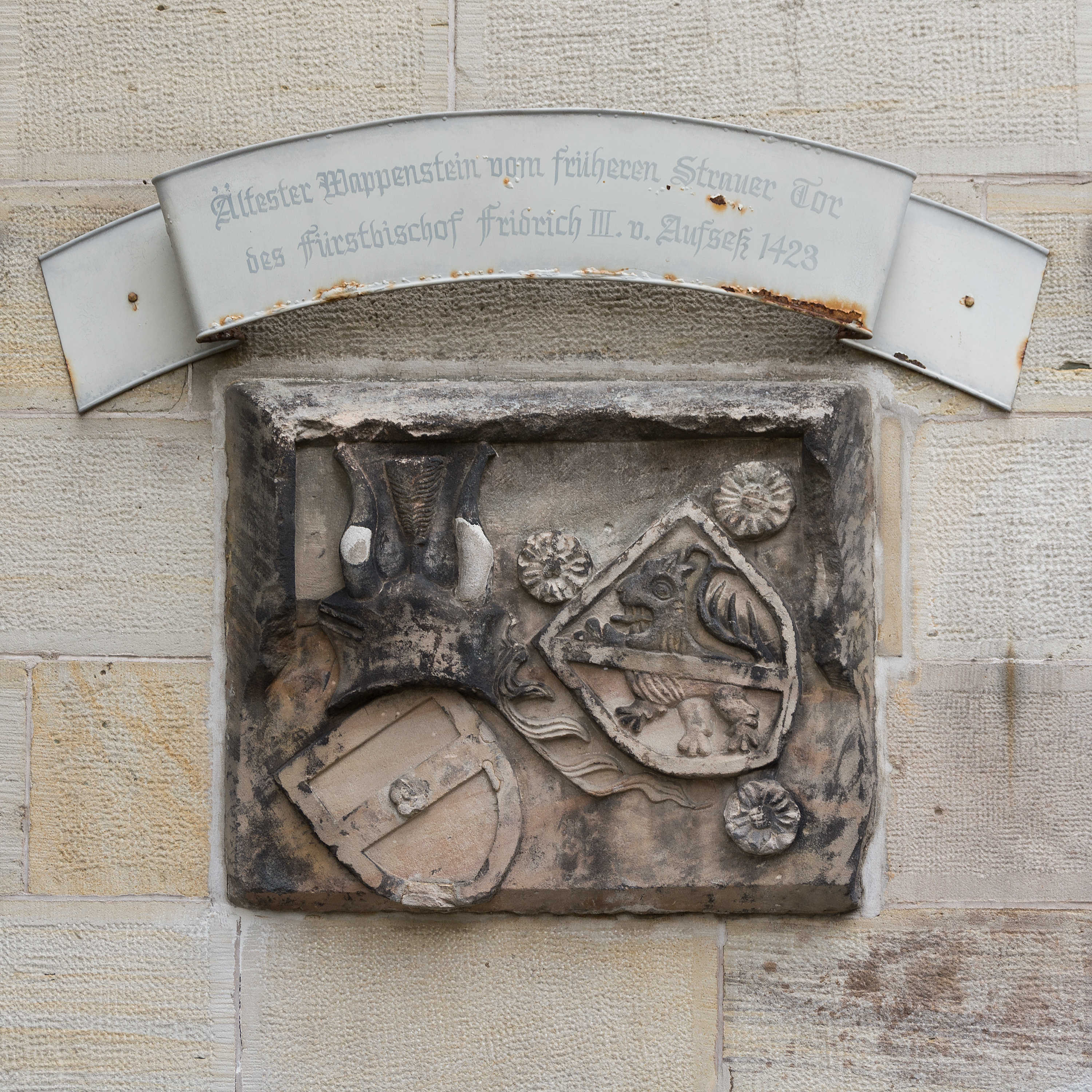
Wappen von Fürstbischof Friedrich III. von Aufseß

### Vorstadttore

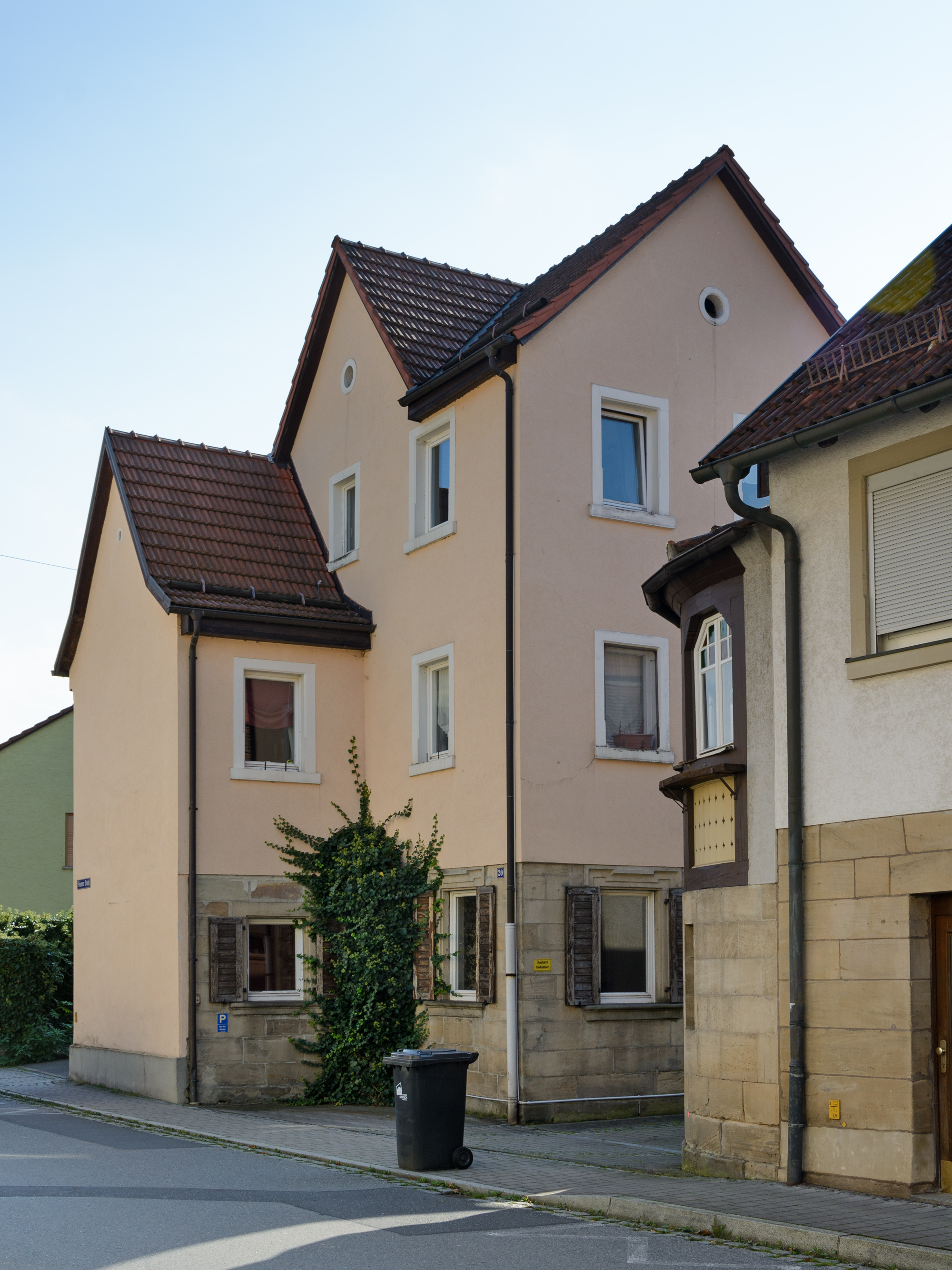
Ehemaliges Torhaus des Friesener Tores

Neben den genannten Toranlagen, die direkt in die Stadtmauer um die heutige Kronacher Altstadt integriert waren, existierten noch vier weitere Tore in den drei ehemaligen Vorstädten. Da diese heute miteinander verschmolzenen Vorstädte in früherer Zeit im Vergleich zur Oberen Stadt nur eine untergeordnete Rolle spielten, hatten auch die dort errichteten Tore für die Kronacher Stadtbefestigung nur nachrangige Bedeutung. Entsprechend begrenzt sind die Informationen zu diesen Bauwerken.
Das Äußere Haßlacher Tor oder Klostertor befand sich in der heutigen Klosterstraße in der westlichen Vorstadt. Seine Niederlegung erfolgte im ersten Viertel des 19. Jahrhunderts.
In der östlichen Vorstadt standen ehemals zwei Tore. Das Äußere Strauer Tor befand sich etwa auf Höhe der Kaulangerbrücke über die Kronach in der heutigen Andreas-Limmer-Straße. Das Bauwerk existierte Mitte des Jahres 1763 bereits nicht mehr.
Das Friesener Tor ⊙ stand in der Friesener Straße auf Höhe der Einmündung des Friesener Torwegs. Wann dieses Tor ursprünglich errichtet wurde, ist nicht bekannt; die ältesten Belege seiner Existenz stammen aus dem Jahr 1632. Das Tor wurde 1663 abgebrochen und in veränderter Form neu errichtet. Sein endgültiger Abbruch erfolgte im Juni 1861. Teile des ehemaligen Torhauses blieben im Gebäude Friesener Straße 20 erhalten, Steine und Gebälk des abgebrochenen Bauwerks fanden bei der Errichtung des Hauses Friesener Straße 28 Verwendung.
Das vierte Tor, das Spitaltor, befand sich in der südlichen Vorstadt um das Spital. Es stand an der heutigen Spitalbrücke über die Kronach und wurde wohl um das Jahr 1444 erbaut. Sein Abbruch erfolgte zu Beginn des 19. Jahrhunderts.

## Türme

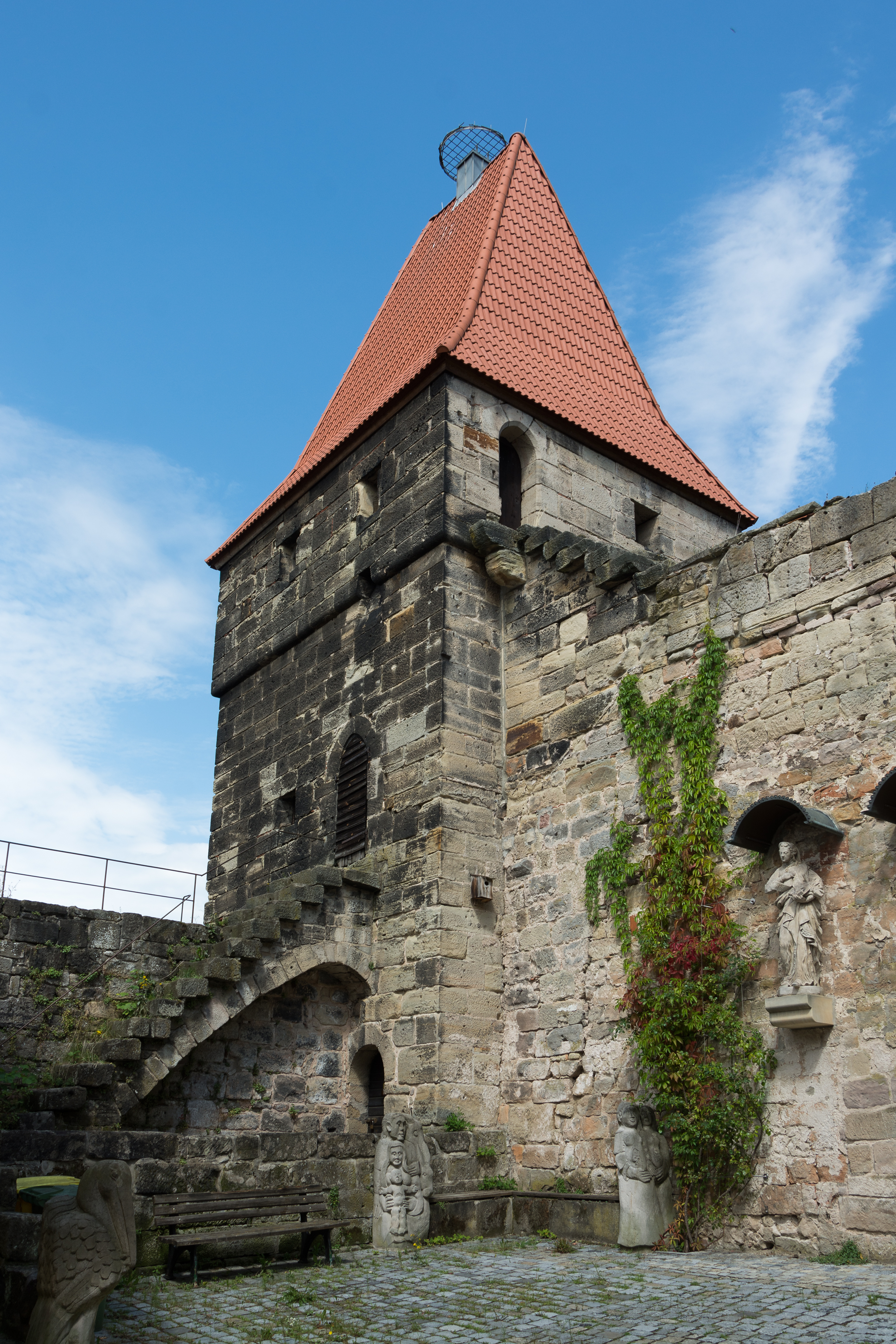
Hämel- oder Storchenturm

### Hämel- oder Storchenturm
Der Hämel- oder Storchenturm ⊙ ist ein dreigeschossiger Sandsteinquaderturm an der Judengasse im Nordwesten der Kronacher Altstadt. Das Bauwerk mit rechteckigem Grundriss wurde in den Jahren 1431 bis 1467 errichtet und blieb seitdem baulich nahezu unverändert. Der Name Storchenturm entstand um das Jahr 1700, als auf dem Dach des Turmes ein Wagenrad als Nisthilfe für Störche angebracht wurde. Nach dem Ausbleiben der Störche ab der ersten Hälfte des 19. Jahrhunderts wurde das im Laufe der Zeit baufällig gewordene Wagenrad Anfang des 21. Jahrhunderts aus Sicherheitsgründen entfernt. Bei Sanierungsarbeiten im Jahr 2014 wurde eine neue Nisthilfe mit einer Unterkonstruktion aus Metall auf dem Dach des Turmes angebracht.

### Lehlauben- oder Hexenturm
Der viergeschossige Lehlaubenturm ⊙ an der Ostseite des Marktplatzes stammt im Kern aus dem Jahr 1444. Die beiden oberen Geschosse des Turms mit nahezu quadratischem Grundriss wurden im Laufe des Jahres 1614 ergänzt. Ab 1811 besaß Bürgermeister Johann Georg Heim das Bauwerk, der es 1830 wieder an die Stadt abtrat, nachdem es im Jahr zuvor zu Streitigkeiten zwischen Heim und dem Kronacher Stadtrat gekommen war, wer für die Sanierung des baufällig gewordenen Turmes aufzukommen habe. Ein Verlies im Untergeschoss des Bauwerks wurde bis ins 17. Jahrhundert als Gefängnis genutzt. Unter anderem wurden dort während der Hexenverfolgung in Kronach der Hexerei Beschuldigte inhaftiert, weshalb der Turm im Volksmund auch als Hexenturm bezeichnet wird.

### Pfarr- oder Rosenturm

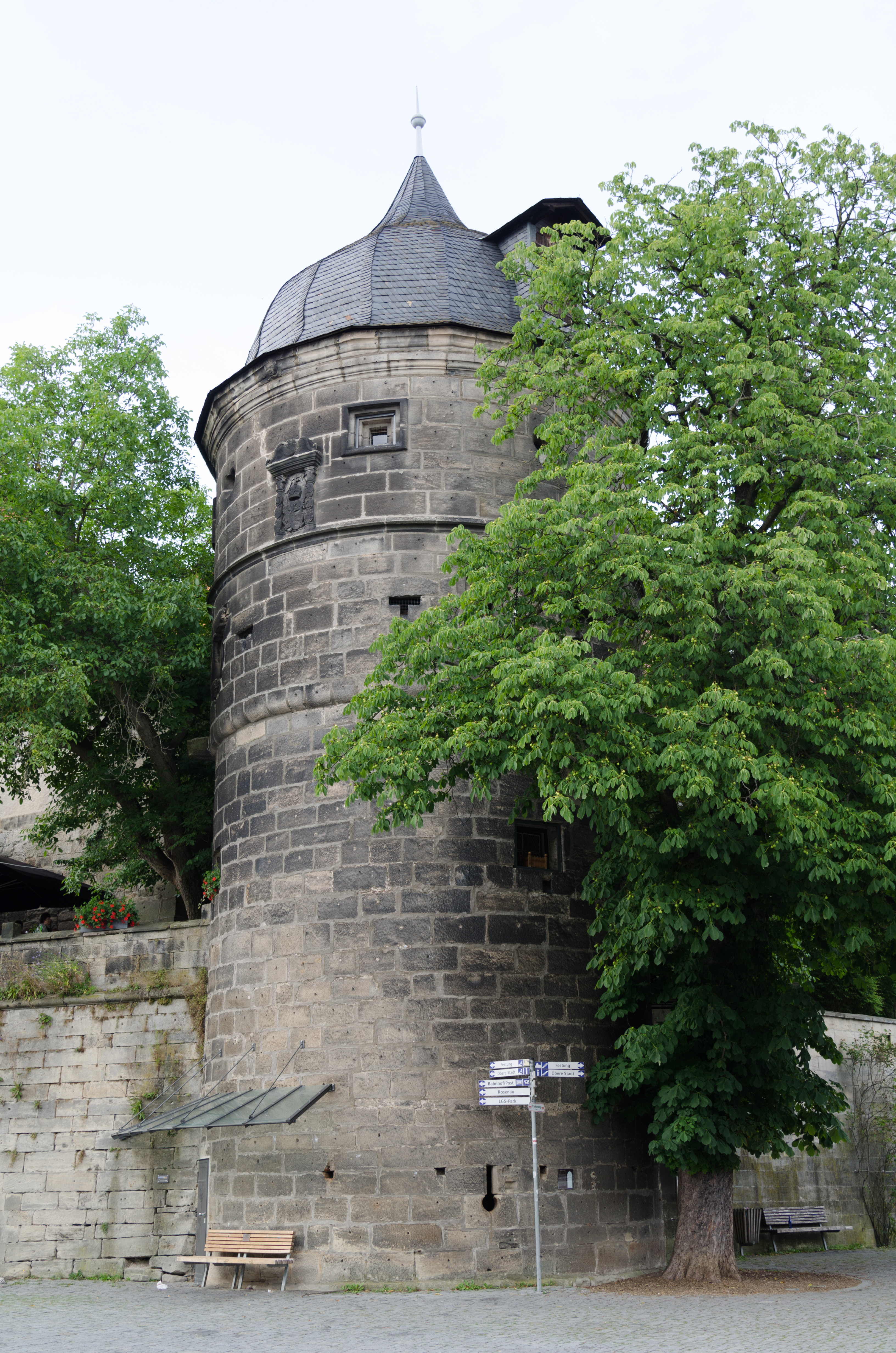
Pfarr- oder Rosenturm

Der Pfarr- oder Rosenturm ⊙ ist ein viergeschossiger Rundturm am Marienplatz an der Südspitze der Kronacher Altstadt. Bereits um das Jahr 1430 befand sich an dieser Stelle ein Turmbauwerk, das während der Belagerung der Stadt durch die Hussiten eine wichtige Rolle spielte. Der heutige Turm wurde zwischen 1515 und vermutlich 1533 errichtet und in den Jahren 1579/80 nach Plänen von Baumeister Daniel Engelhardt um ein zusätzliches Geschoss erhöht. An diesem dritten Obergeschoss ist das Wappen von Fürstbischof Johann Georg I. Zobel von Giebelstadt angebracht. An seiner Rückseite ist der Rosenturm durch einen steinernen Bogen mit der dahinterliegenden Zwingermauer verbunden; dieser Bogen musste 1634 neu errichtet werden, da er von den Stadtbewohnern während einer Belagerung der Stadt durch die Schweden während des Dreißigjährigen Krieges zerstört wurde. Dadurch sollten die Angreifer, denen es bei einem Sturm auf die Stadtmauer gelungen war, den Zwinger zu erklimmen, am weiteren Vordringen in die Obere Stadt gehindert werden.

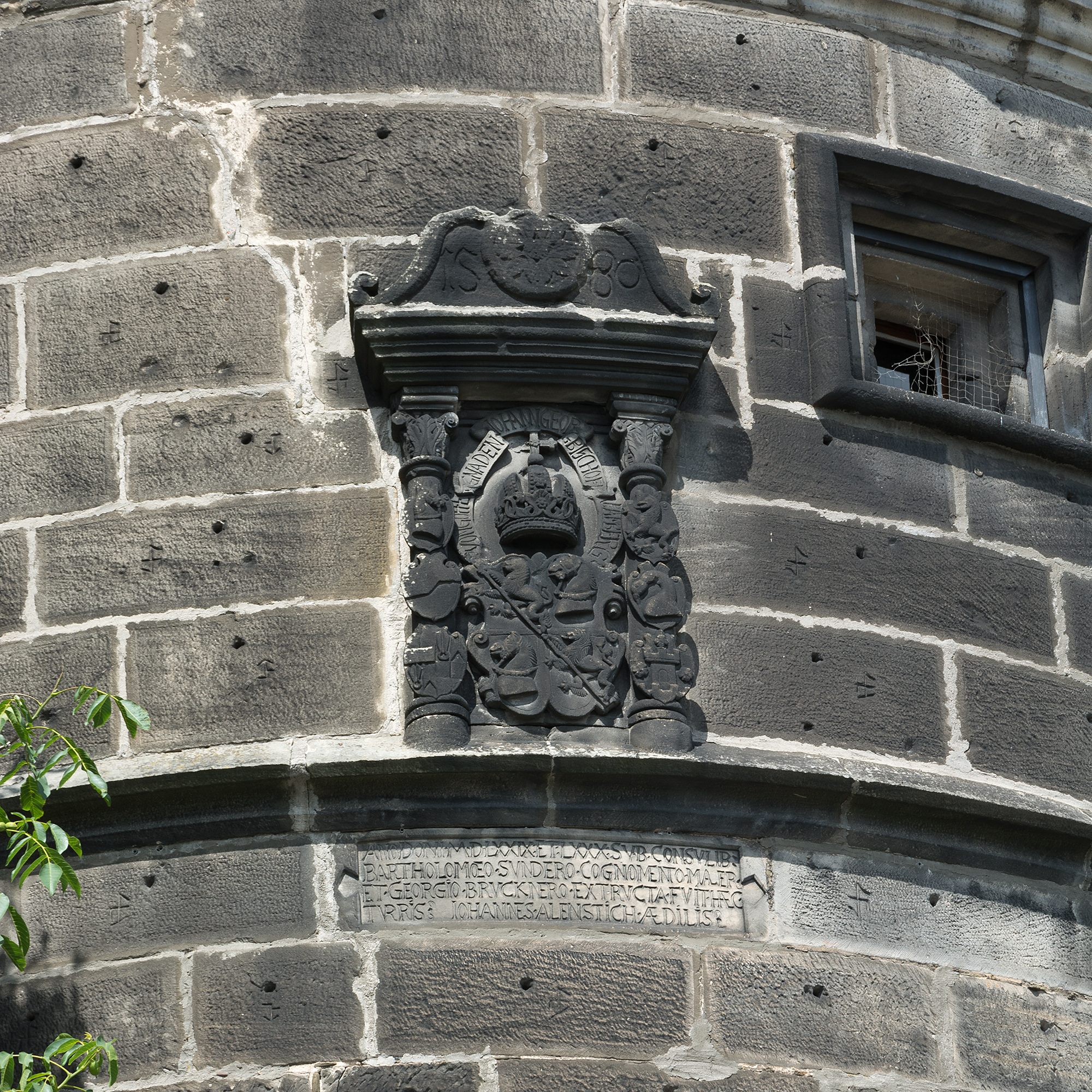
Wappen von Fürstbischof Johann Georg I. Zobel von Giebelstadt, darunter eine Bauinschrift aus dem Jahr 1580
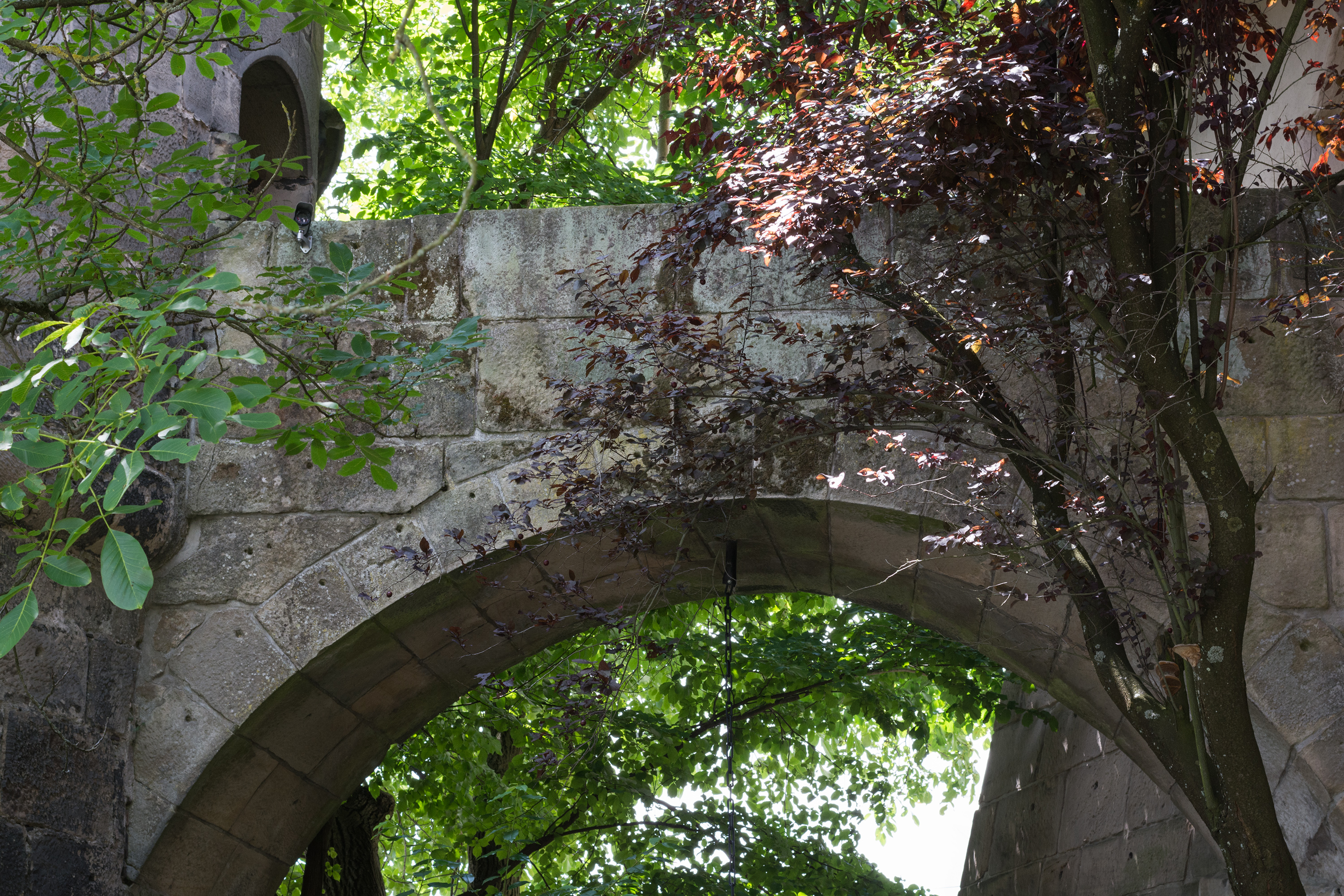
Verbindungsbogen zur Zwingermauer

### Schiefer- oder Mäuseturm

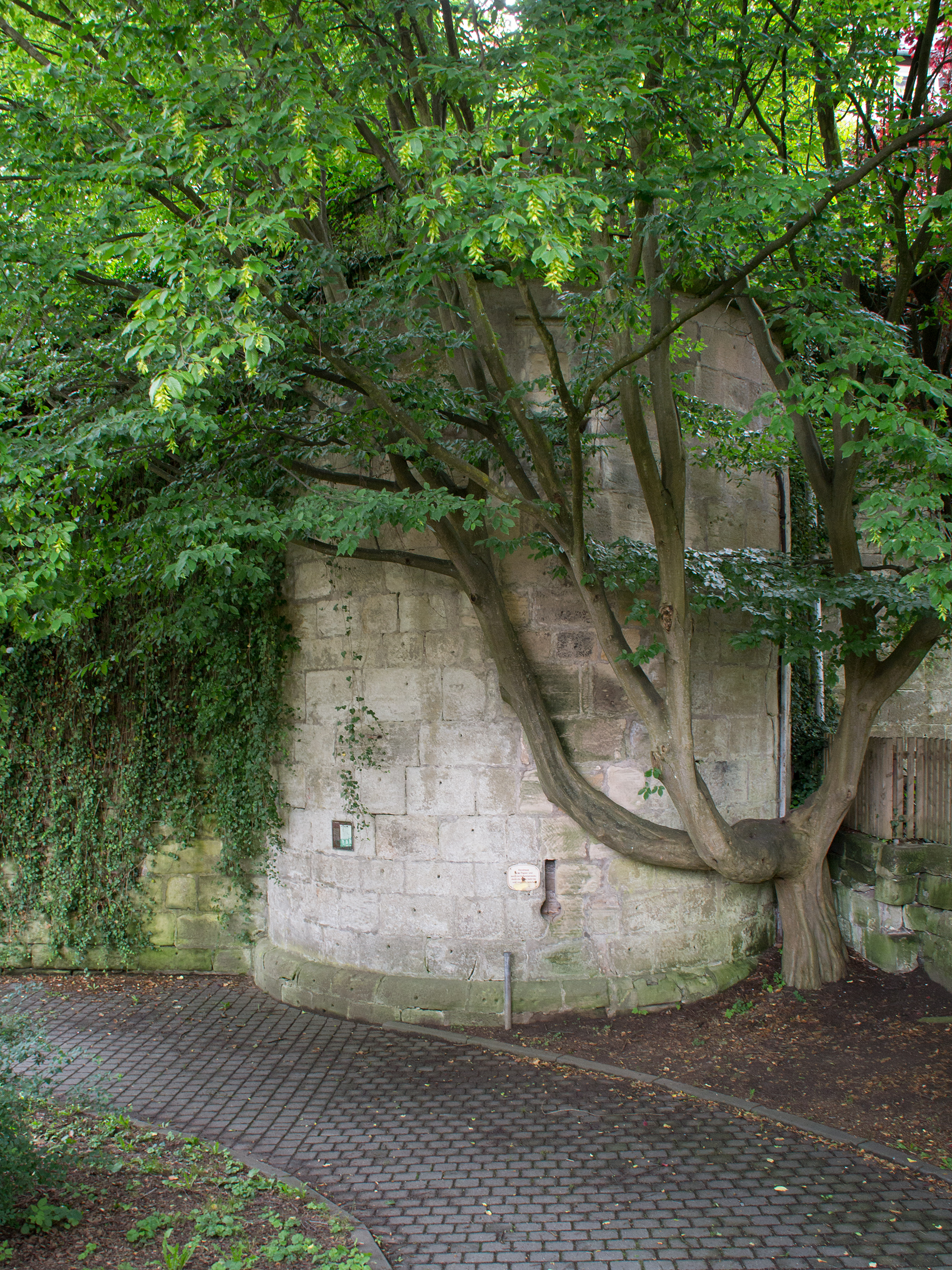
Schiefer- oder Mäuseturm

Der Schiefer- oder Mäuseturm ⊙ an der Ostseite der Altstadt wurde im Jahr 1509 errichtet. Nachdem 1795 Ausbesserungsarbeiten an dem Bauwerk durchgeführt worden waren, ging der aus Sandsteinquadern errichtete Rundturm im Jahr 1811 in Privatbesitz über. Der neue Eigentümer ließ 1825 mit Genehmigung der Stadt ein Geschoss des Turmes abbrechen, kam jedoch weiteren Bestimmungen des Kaufvertrags, die ihn zur Errichtung eines neuen Daches verpflichteten, nicht nach. Auch die nächsten beiden Eigentümer kamen dieser Verpflichtung nicht nach. Im Jahr 1862 wurde der Turm schließlich bis auf Höhe der Brustwehr der am Turm anliegenden Zwingermauer abgetragen, sodass nur noch ein zweigeschossiger Turmstumpf erhalten ist.
Der Name Schieferturm beruht darauf, dass das Bauwerk zur Zeit seiner Errichtung der einzige mit Schiefer gedeckte Turm der Stadt war.

### Stadtturm
Der außerhalb der Stadtmauer in der Festungsstraße im Norden der Altstadt stehende Stadtturm ⊙, dessen Kern aus dem 13. Jahrhundert stammt, ist vermutlich das älteste Gebäude der Stadt. Der im Laufe der Zeit mehrmals baulich veränderte, heute etwa 30 Meter hohe Turm diente jahrhundertelang als Wartturm und für die Feuerwache. Im obersten Geschoss befand sich die Wohnung des Stadttürmers, der dort bis ins 20. Jahrhundert seine Pflicht erfüllte.

## Sonstige Bauwerke

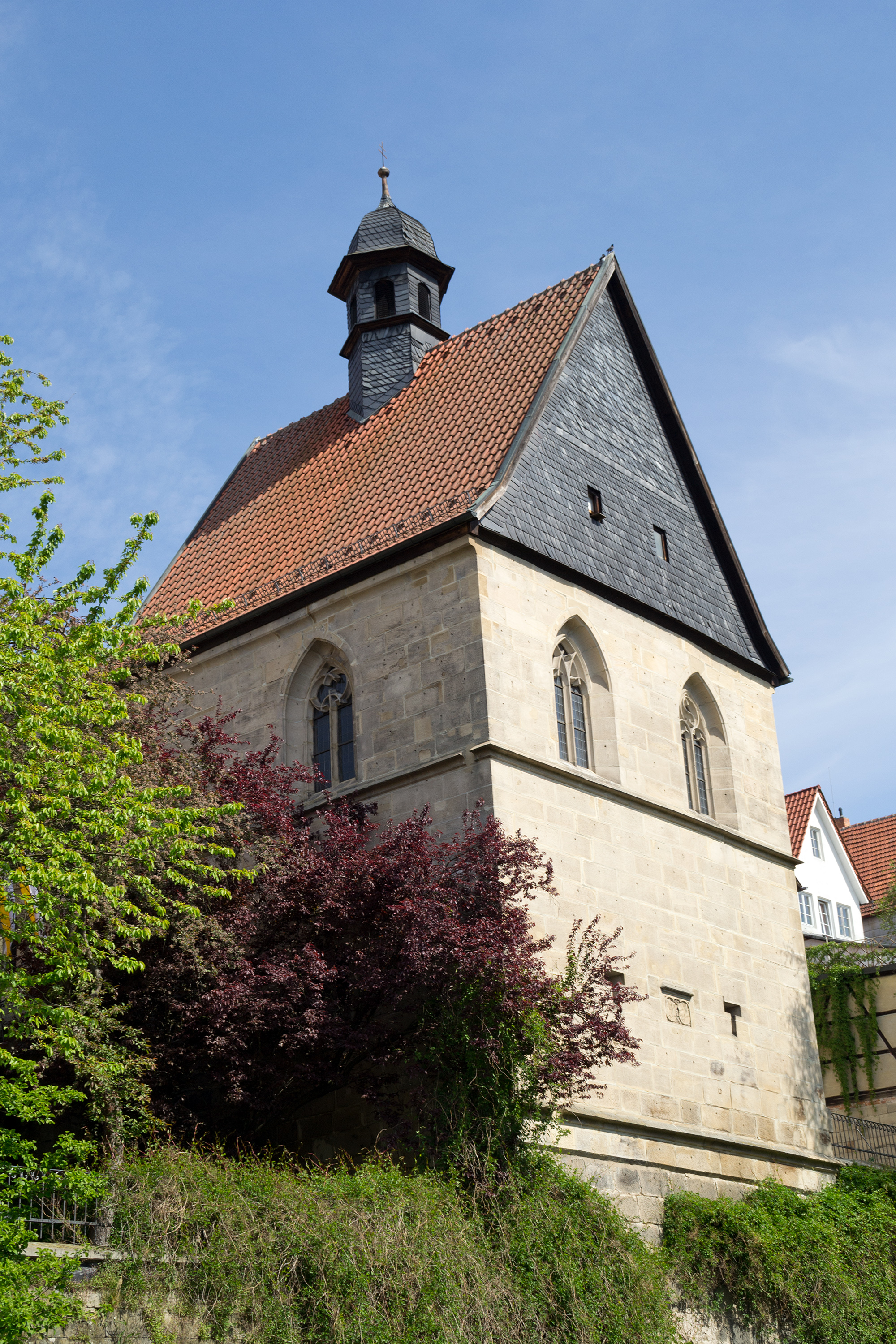
Annakapelle

### Annakapelle
Die Kapelle St. Anna ⊙ an der Ostseite des Melchior-Otto-Platzes wurde in den Jahren 1512/13 errichtet; sie diente zunächst als Beinhaus, da der Friedhof, der damals die benachbarte Stadtpfarrkirche umgab, aus Platzmangel nicht erweitert werden konnte. Der dreigeschossige, wehrturmartige Sandsteinquaderbau war auch in das Verteidigungssystem der Stadt eingebunden, wie die beiden T-förmigen Schießscharten an der Ostseite belegen. Nach der Säkularisation im Jahr 1805 diente die Kapelle ab 1833 als Zeughaus; heute wird sie für sakrale Handlungen und als Ausstellungsraum benutzt.

### Kellergewölbe

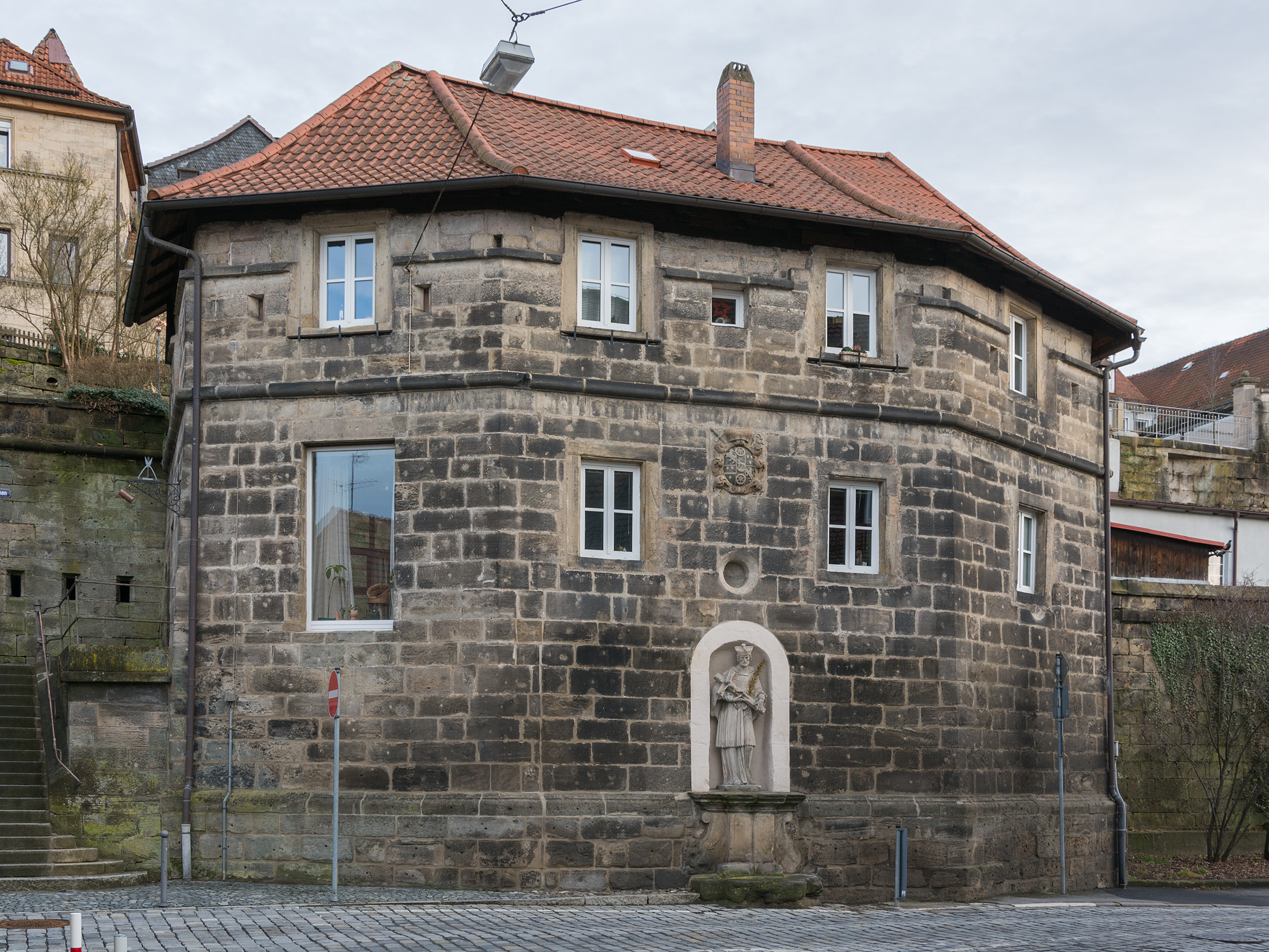
Gebäude Am Pförtchen 5

Praktisch der gesamte Bergsporn unterhalb der Kronacher Altstadt ist von zahlreichen Kelleranlagen durchzogen, die vermutlich zwischen dem 14. und der ersten Hälfte des 17. Jahrhunderts entstanden sind. Während die unteren Ebenen der teilweise bis zu drei Stockwerke tief in den Untergrund reichenden Anlagen direkt aus dem Fels geschlagen wurden, besteht die oberste Etage zumeist aus mit Sandsteinquadern gemauerten Gewölben. Wahrscheinlich sollte mit dieser künstlich erzeugten Kellerebene das Niveau der Oberen Stadt und damit der sie umgebenden Stadtmauer erhöht werden. Die Kelleranlagen sind zum Großteil nicht miteinander verbunden; jedem Gebäude ist mindestens ein Keller zugeordnet, größere Gebäude verfügen oft über zwei oder drei dieser Anlagen. Teilweise befinden sich die Zugänge zu den Kellern nicht in den darüberstehenden Häusern, sondern in Nachbargebäuden, was auf eine andere Aufteilung der Grundstücke zur Bauzeit der Gewölbe hinweist.
Früher wurden die Keller wahrscheinlich zur Einlagerung von Lebensmitteln benutzt. Da die Kapazität der Anlagen jedoch weit über den damaligen Bedarf der zugehörigen Häuser hinausgeht, dienten die Keller vermutlich auch zur Bevorratung von Nahrungsmitteln für den Fall einer Belagerung der Stadt. Einige der Gänge in den Kelleranlagen wurden mit großer Wahrscheinlichkeit als Sprenggänge angelegt, um Angreifern bei einer Erstürmung der Zwingermauer durch Sprengung der darunterliegenden Gewölbe Verluste beibringen zu können. Während des Zweiten Weltkriegs wurden die heute weitgehend leer stehenden Kelleranlagen als Schutzräume bei Luftangriffen benutzt. Im Allgemeinen sind die Gewölbe für die Öffentlichkeit nicht zugänglich, die Kelleranlage unter dem Gebäude Lucas-Cranach-Straße 25 kann jedoch frei besichtigt werden.

### Neue Büttelei oder Fronfeste
Als Neue Büttelei oder Fronfeste wird das Gebäude Am Pförtchen 5 ⊙ bezeichnet, das 1722–25 von Baumeister Andreas Lohnmüller errichtet wurde. Der vor die Zwingermauer gezogene Sandsteinquaderbau beherbergte ursprünglich das Kronacher Stadtgefängnis und die Wohnräume der Gerichtsdiener des Kronacher Landgerichts. Mehrere Schießscharten in den Außenmauern ermöglichten im Falle eines Angriffs das direkte Bestreichen des Bereichs außerhalb der in diesem Abschnitt in Nord-Süd-Richtung verlaufenden Stadtmauer. Die meisten dieser Öffnungen wurden im frühen 19. Jahrhundert beim Umbau des Gebäudes zum Wohnhaus verschlossen oder durch Fenstereinbauten ersetzt.

### Neues Werk

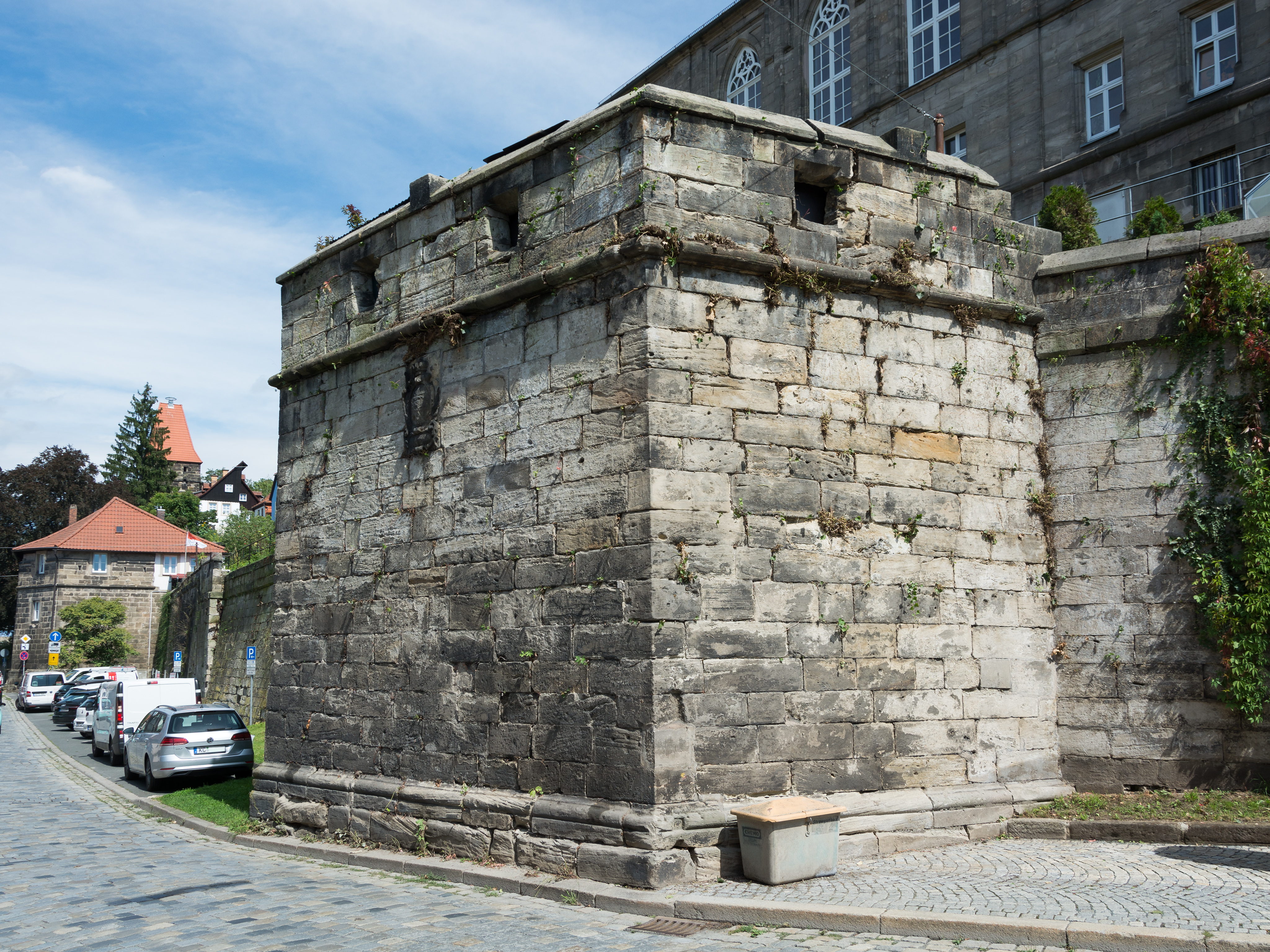
Neues Werk

Das Neue Werk ⊙ in der Schwedenstraße, unweit des Bamberger Tors, wurde um das Jahr 1730 erbaut. Der trapezförmig vor die Zwingermauer gezogene bastionäre Ausbau war ursprünglich mit einem Dach versehen. An der zur Straße gewandten Seite befindet sich das Wappen des Bamberger Fürstbischofs Friedrich Karl von Schönborn-Buchheim, während dessen Regentschaft das Bauwerk errichtet wurde. Das nicht mehr gut erhaltene Relief ist mit „1736“ bezeichnet.

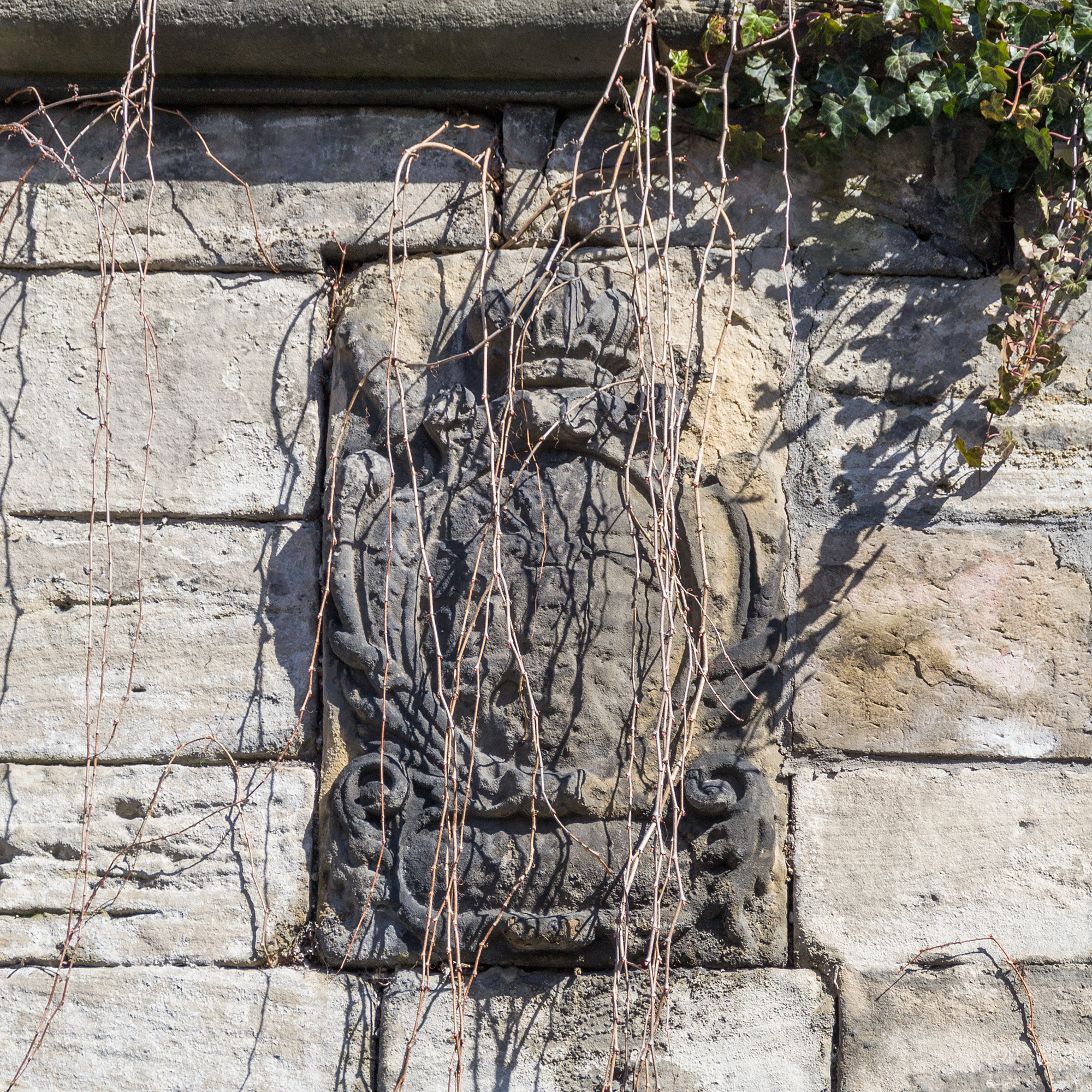
Wappen von Fürstbischof Friedrich Karl von Schönborn-Buchheim

### Stadtgraben
Der Stadtgraben wurde um das Jahr 1323 angelegt und gegen Ende des 14. Jahrhunderts weiter ausgebaut. Nach dem Anschluss der Stadt Kronach an das Kurfürstentum Bayern wurde der ursprünglich mit Wasser gefüllte Graben zugeschüttet, darauf wurden Gärten angelegt. Heute sind nur noch wenige Reste des ehemaligen Stadtgrabens entlang einer nach ihm benannten Straße östlich der Oberen Stadt erhalten, die Gartenanlagen sind zum Teil öffentlichen Plätzen gewichen.

### Stadtmauer

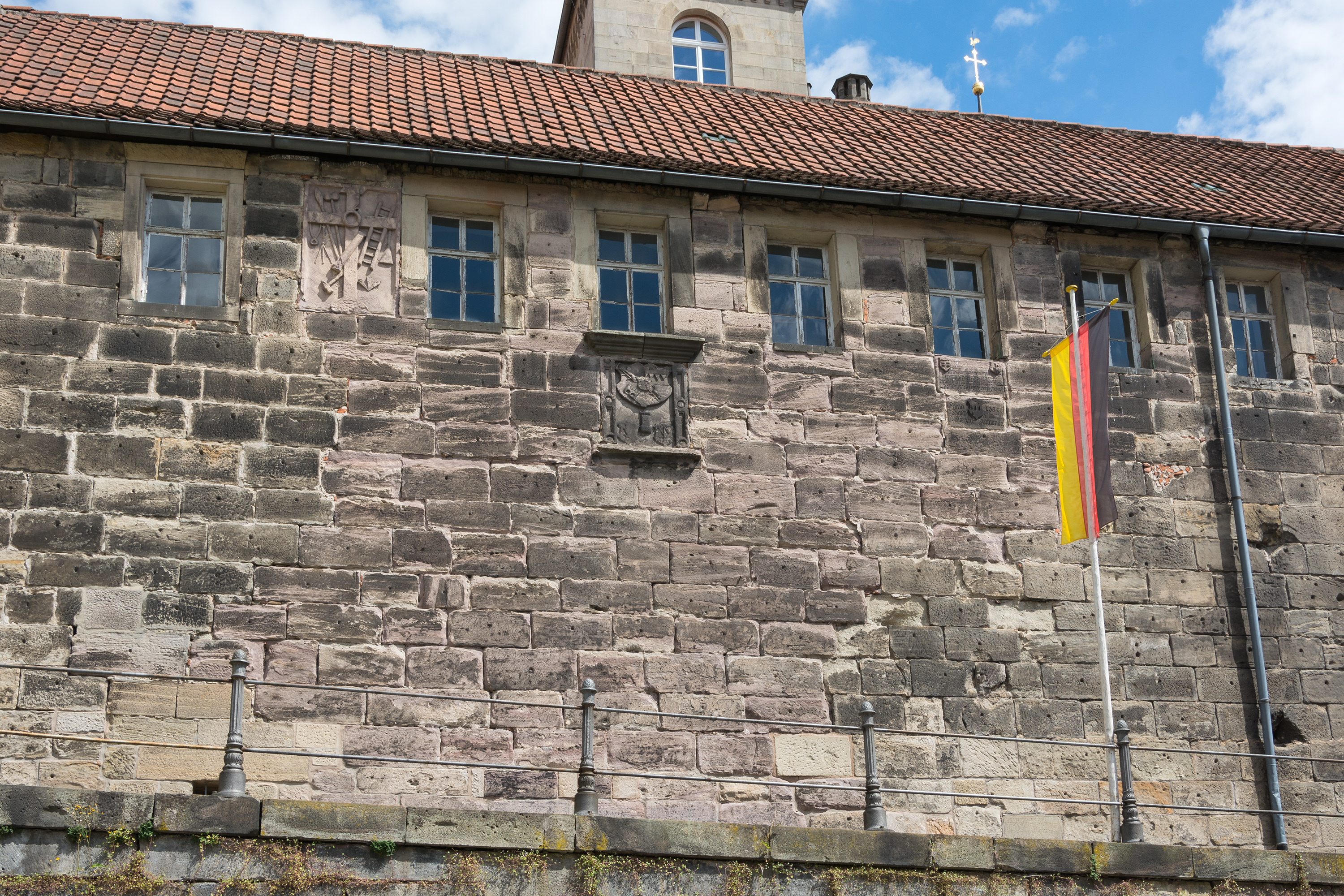
„Schwedenbresche“ in der Stadtmauer

Die ältesten Teile der aus Sandsteinquadern errichteten Stadtmauer, die praktisch noch die gesamte Kronacher Altstadt umschließt, stammen wohl aus der Zeit um das Jahr 1300, erstmals urkundlich erwähnt wurde sie in den Jahren 1323/24. Bis ins 18. Jahrhundert wurde die Mauer wiederholt erneuert und weiter ausgebaut und verstärkt.
Während des Dreißigjährigen Krieges gelang es den Truppen des auf schwedischer Seite kämpfenden Bernhard von Sachsen-Weimar bei einem Angriff am 21. März 1634 neben dem Bamberger Tor eine Bresche in die Mauer zu schießen. Aufgrund der entschiedenen Gegenwehr der Bewohner führte dies nicht zur Einnahme der Stadt. Das Ausmaß der damaligen Zerstörung ist durch die abweichende rötliche Färbung des zum Schließen der Lücke verwendeten Sandsteins erkennbar.
Am Nachmittag des 3. März 1906 stürzte ein Teil der Stadtmauer in der Schwedenstraße ein und begrub ein unterhalb der Mauer stehendes Wohnhaus. Bei dem Unglück wurde eine 57-jährige Bewohnerin des Hauses getötet.